# Veronika Joukalová
Veronika Joukalová ist eine ehemalige tschechische Eiskunstläuferin, die im Paarlauf startete.
1995 und 1996 nahm Veronika Joukalová zusammen mit Otto Dlabola an Europa- und Weltmeisterschaften teil. 1996 hat sie ihre sportliche Laufbahn aus gesundheitlichen Gründen beendet.

## Ergebnisse
| Wettbewerb/Saison     | 1994/95 | 1995/96 |
| --------------------- | ------- | ------- |
| Weltmeisterschaften   | Z       | 20.     |
| Europameisterschaften | 15.     | 13.     |

Z - zurückgezogen